# 빅토리아 새먼 킹스
| 빅토리아 새먼 킹스 |                                                                                                |
| 콘퍼런스           | 내셔널 콘퍼런스 (2004년~2010년) 서부 콘퍼런스 (2010년~2011년)                                  |
| 디비전             | 웨스트 디비전 (2004년~2010년) 마운틴 디비전 (2010년~2011년)                                    |
| 설립연도           | 2004년                                                                                         |
| 해체연도           | 2011년                                                                                         |
| 역사               | 이리 팬서스 (1988년~1996년) 배턴루지 킹피쉬 (1996년~2003년) 빅토리아 새먼 킹스 (2004년~2011년) |
| 경기장             | 세이브-온-푸드 메모리얼 센터                                                                   |
| 연고지             | 브리티시컬럼비아주 빅토리아                                                                    |
| 상징색             | 감색, 금, 은, 하양                                                                             |
| 구단주             |                                                                                                |
| 단장               |                                                                                                |
| 감독               |                                                                                                |
| NHL 제휴           |                                                                                                |
| AHL 제휴           |                                                                                                |
| 정규시즌 우승      |                                                                                                |
| 콘퍼런스 우승      |                                                                                                |
| 디비전 우승        | 1 (2008)                                                                                       |
| 켈리 컵            |                                                                                                |
| 영구 결번          |                                                                                                |

빅토리아 새먼 킹스(Victoria Salmon Kings)는 캐나다 브리티시컬럼비아주 빅토리아를 연고지로 하는 2004년부터 2011년까지 ECHL 소속되었던 아이스 하키팀이다.

## 역대 홈경기장
| 경기장                       | 사용기간      | 수용인원 | 장소                        | 비고 |
| ---------------------------- | ------------- | -------- | --------------------------- | ---- |
| 빅토리아 새먼 킹스           |               |          |                             |      |
| 세이브-온-푸드 메모리얼 센터 | 2004년~2011년 | 7,006명  | 브리티시컬럼비아주 빅토리아 | 빈칸 |